# イースタン航空304便墜落事故
イースタン航空304便墜落事故は、1964年2月25日に発生した航空事故である。ルイ・アームストロング・ニューオーリンズ国際空港からハーツフィールド・ジャクソン・アトランタ国際空港へ向かっていたイースタン航空304便（ダグラス DC-8-21）がポンチャートレイン湖に墜落し、乗員乗客58人全員が死亡した。

## 事故機
事故機のダグラス DC-8-21（N8607）は製造番号45428として1960年2月に製造され、同年5月22日にイースタン航空に納入された。エンジンはプラット・アンド・ホイットニー JT4A-9が搭載されており、総飛行時間は11,340時間であった。

## 事故の経緯
304便はメキシコ・シティ国際空港からルイ・アームストロング・ニューオーリンズ国際空港、ハーツフィールド・ジャクソン・アトランタ国際空港、ワシントン・ダレス国際空港を経由してジョン・F・ケネディ国際空港へ向かう便であった。304便はメキシコシティを出発し、事故当日の0時51分にニューオーリンズに到着した。この時、操縦は機長が行っていたとされている。乗客は後に、着陸の30分前に軽度から中程度の乱気流に遭遇したことを除けば通常通りの飛行であったと述べている。ニューオーリンズでは数人の乗客が乗り降りし、客室乗務員も交代した。ニューオーリンズを発つ際、304便には乗員7名、乗客51名が搭乗していた。管制官に離陸を許可され、1時59分に304便は滑走路に進入し離陸した。
2時01分にディスパッチャーが304便に管制との交信を指示し、確認された。このディスパッチャーは後に、空港の北２、3マイルを暗闇の中飛行する飛行機を目撃しその後雲の中に消えていったと語った。304便は、2時02分にニューオーリンズを離陸した別の旅客機にも目撃されており、その証言によれば304便は高度1,200フィート（370m）を通過した後に雲の中へ消えていったという。目撃されたのとほぼ同時に、304便は管制官から方位30度に右旋回してフライトで使用予定であったJ37の空中回廊へ進入するよう指示を受けた。その後、管制官がニューオーリンズエリアの航空管制センターに連絡すると、ニューオーリンズのビーコンの北5マイルの地点に304便のマークを確認したとの回答を受け、2時02分に304便のレーダー管制がニューオーリンズのエリアセンターへと移った。304便は周波数123.6でニューオーリンズと交信するよう指示され、それに対して304便は2時03分に「OK」と返答した。これが304便との最後の交信であった。304便はこの時、ルイ・アームストロング・ニューオーリンズ国際空港から8マイル、方位30度の地点を飛行していた。気象観測所や他の航空機の乗務員によれば、当時この地域では大雨を伴う雷雨や北、北東向きの突風、中程度から強い乱気流が観測されていた。
最後の交信から数分が経過したものの、依然として304便との交信はなかった。その後、管制は304便が必要な指示を受けたかどうか確認するためディスパッチャーに電話した。電話中、互いに304便がレーダースクリーンから消失したことに気付き、緊急事態を発して304便の捜索が開始された。同じ頃、ポンチャートレイン湖付近の住民らは激しいゴロゴロという音を聞き、それに続いて水面上に火が上がるのを見た。空港のビーコンから14.5マイル、方位34度の地点で304便は湖面に墜落して爆発し、乗員乗客58人全員が死亡した。犠牲者の中にはアメリカの歌手であったケネス・スペンサーがいる。

## 事故調査
事故調査で、304便は「縦トリムの位置が異常であり、乱気流中での機体の安定性が低下したため墜落した」と結論付けられた。
304便の乗客の内少なくとも32人はメキシコシティ国際空港から続けて搭乗していた。14人はニューオーリンズで新たに乗り込み、14人はイースタン航空の社員が乗り継いできた。304便は、アトランタには午前3時59分、ワシントンのワシントン・ダレス国際空港には午前5時53分、ニューヨークのジョン・F・ケネディ国際空港には午前7時10分に到着する予定であった124人乗りのエンジン4発のジェット旅客機であった。
犠牲者の中には、国連の女性や人権に関する活動をしていたフランス代表団のメンバーやマリー＝エレーヌ・ルフォシュも含まれていた。304便のパイロットはイースタン航空で21年、500万マイル以上の飛行経験があった。副操縦士は約200万マイルの飛行経験があった。

沿岸の警備隊は、ポンチャートレイン湖の北岸の南に6マイル（10km）の地点と湖の土手道の東に4マイル（6km）の地点を中心とした広範囲から残骸の一部や衣類、荷物、遺体の破片と思われるものなどを回収した。警備隊のパイロットは、304便が空中か墜落の衝撃かで爆発した痕跡が見られると話した。イースタン航空によれば、乗員は離陸後に定期的な点検を行っており、警告は出されていなかったという。また、経験豊富なイースタン航空のパイロットは、304便がポンチャートレイン湖を越えた直後に恐らく高度16,000フィートに達したと語った。—The New York Times, February 26, 1964
ポンチャートレイン湖の水深はわずか20フィート（6m）であったにもかかわらず、機体の損傷があまりにも大きかったため残骸は全体の60％しか回収されなかった。また、フライトデータレコーダーのテープが損傷していたため事故調査に使用することができなかった。代わりに事故調査官は事故機と他のDC-8の整備記録から、304便のパイロットが水平安定板を機首下げの位置まで操作し、過剰な機首上げを止めようとしていたと結論付けた。機首上げ状態になると、パイロットが操縦桿を引き戻す際に発生する激しい重力加速度によって水平安定板を機首上げの位置にすることが不可能になった。